# روبرت لويد سميث
روبرت لويد سميث (بالإنجليزية: Robert Lloyd Smith)‏ هو سياسي أمريكي، ولد في 8 يناير 1861، وتوفي في 10 يوليو 1942 في الولايات المتحدة. حزبياً، نشط في الحزب الجمهوري. وقد انتخب عضو مجلس نواب تكساس.